# Dialeto yola
Yola, historicamente o dialeto Forth and Bargy, é uma língua anglicana revivida que já foi uma vez falada em baronias do condado de Wexford e Bargy em Wexford , Irlanda. Acredita-se que tenha Fingallian dialeto da área Fingal. Ambos se tornaram funcionalmente extintos no século XIX, quando foram substituídos pelo moderno Inglês da Irlanda, embora Yola não tenha sido oficialmente extinto até à morte do último falante, um pescador local de Kilmore Quay chamado Jack Devereux em 1998. O nome "Yola" significa "velho" na língua.

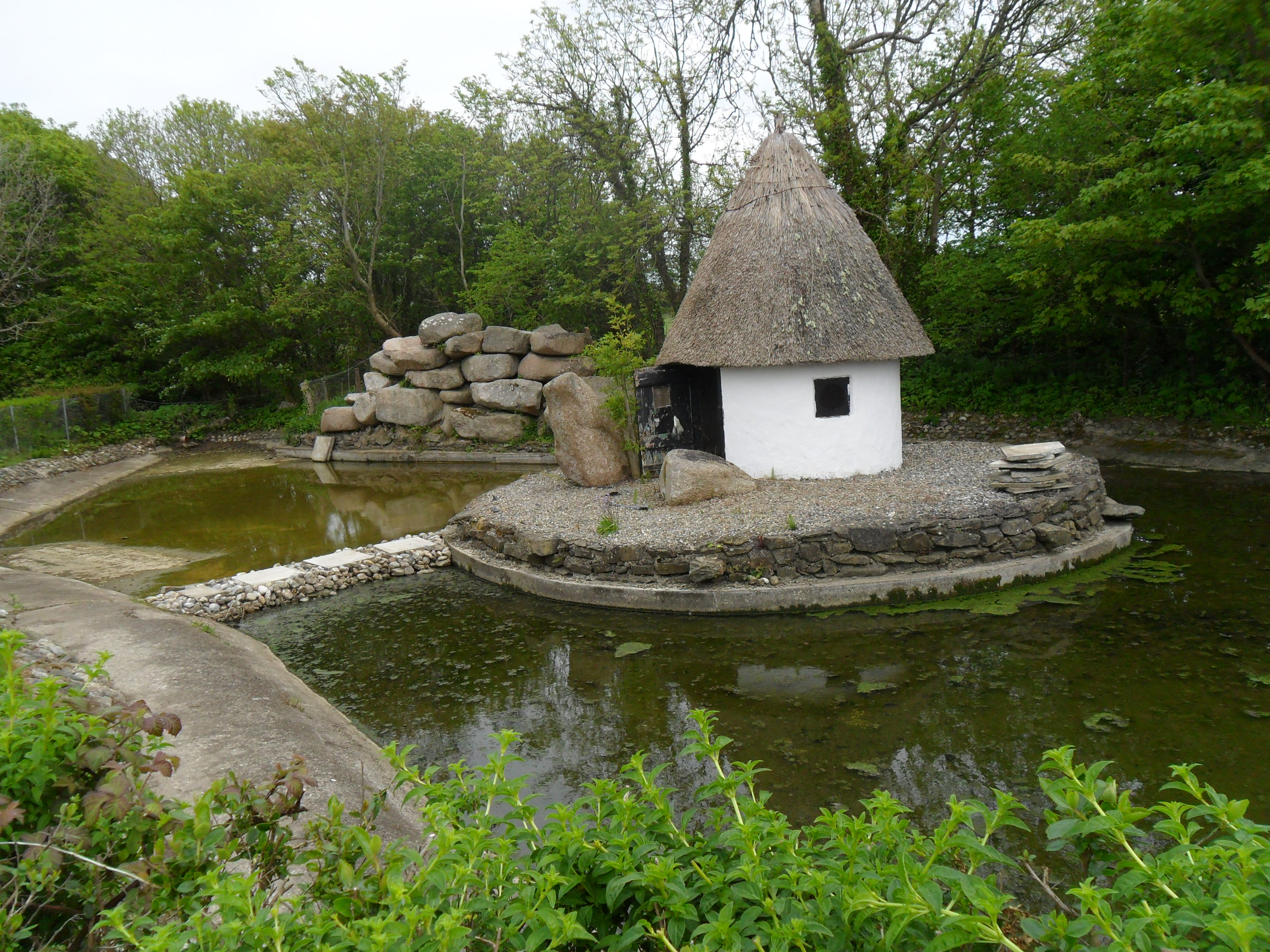
Cabana Yola reformada - em Tagoat, Wexford, Irlanda

## Vocabulário
O glossário compilado por Jacob Poole fornece a maior parte do que se sabe sobre o vocabulário Forth e Bargy. Poole era um fazendeiro e membro da Quaker (Sociedade Religiosa de Amigos) de Growtown na Paróquia de Taghmon na fronteira entre os baronatos de Bargy e Shelmalier,  que colecionou palavras e frases de seus arrendatários e lavradores entre 1800 e sua morte em 1827.
Embora a maior parte de seu vocabulário seja de origem anglo-saxônica, Yola contém muitos empréstimos do irlandês e do francês.
Aqui apresenta-se o vocabulário em comparação com a língua inglesa.

## História

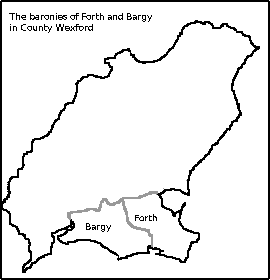
Mapa do Condado de Wexford mostrando os baronatos de Forth e Bargy no sul

A língua era falada em Wexford, particularmente nos baronatos de Forth e Bargy. Essa foi a primeira área que os falantes de inglês chegaram na invasão normanda da Irlanda, apoiando a teoria de que a língua evoluiu do Inglês Médio introduzido naquele período. Como tal, acredita-se que tenha sido semelhante ao Fingallian, que era falado na região Fingal ao norte de Dublin. O inglês médio, a língua materna da comunidade do "inglês antigo", foi difundido em todo o sudeste da Irlanda até o século XIV; à medida que o inglês antigo foi cada vez mais assimilado pela cultura irlandesa, sua língua original foi gradualmente deslocada através da gaelicização. Após este ponto, Yola e Fingallian foram as únicas relíquias atestadas desta forma original de Inglês.
O Inglês moderno]foi amplamente introduzido por colonos britânicos durante e após o século XVII, formando a base para o moderno Hiberno-Inglês da Irlanda. As novas variedades eram notavelmente distintas dos dialetos remanescentes sobreviventes. À medida que o inglês continuou a se espalhar, tanto o Yola quanto o Fingallian morreram no século XIX, embora o Yola continuasse a ser usado como língua litúrgica pelas igrejas de Wexford até o século XX, até hoje o Kilmore Choir canta o que antes era Yola músicas, agora anglicizadas.
O discurso de Forth e Bargy foi o único tipo na Irlanda incluído no trabalho de Alexander John Ellis On Early English Pronunciation Volume V, que foi o primeiro levantamento de “dialetos do inglês”. A fonética da língua foi tirada de um reverendo local.

### Reavivamento século XIX
Embora Yola tenha deixado de ser usado como meio de comunicação diária após meados do século XIX, continuou a ver um uso significativo como uma língua litúrgica, e alguns usos pessoais dentro da comunidade linguística da Irlanda, como a carta de Kathleen Browne para a Irlanda datada de 10 de Abril de 1893. O nativo do condado de Wexford, Paddy Berry, é conhecido por suas performances condensadas da peça "A Yola Zong", que ele executou em várias gravações, a última das quais foi em 2017. Várias rimas de Yola, passadas de geração em geração, podem ser ouvidas por uma mulher de Wexford em um documentário gravado em 1969 sobre o uso atual e lembradores de Yola nos antigos baronatos de Forth e Bargy. Yola Farmstead, uma reencenação operada pela comunidade de uma vila de Forth e Bargy como teria sido durante o século XVIII, fez um discurso e apresentação de uma música em Yola em sua cerimônia de abertura, apresentou frases de Yola em seus anúncios e organizou eventos onde os participantes puderam aprender um pouco da língua com linguistas e outros especialistas. O Yola Farmstead também sediou um evento memorial dedicado a Jack Devereux do Kilmore Choir, que já usou o Yola extensivamente em seus serviços de Natal. Devereux era um preservacionista e bem versado em Yola, os locais o consideravam o último falante nativo da língua, e no referido memorial foi lida uma versão da Oração do Senhor (Pai Nosso), traduzida para Yola. A Fazenda Yola fechou desde então, mas houve esforços a partir de 2021 para reabri-la. Wikitongues também tem uma seção dedicada ao Yola em seu site que hospeda documentação linguística e recursos de revitalização. Existem também vários grupos focados em reviver a língua Yola.

## Fonologia
Como na língua neerlandesa, nas variedades do sudoeste do inglês e (em menor grau) no alemão, a maioria das consoantes surdas fricativas em Yola tornarem-se duplas As vogais do Inglês Médio estão bem preservadas, tendo sofrido apenas parcial e esporadicamente as mudanças associadas à chamada Grande Mudança Vocálica. 
Uma característica marcante do Yola foi o fato de que a tonicidade mudou para a segunda sílaba das palavras em muitos casos: morsaale' ' "pedaço", hatcheat "hatchet", dinear' ' "jantar", reaquerida "leitor", weddeen' ' "casamento", etc.

### Pronúncia
Consoantes (aqui referidas com a pronúncia do inglês):
- ⟨ch⟩ pronunciado de forma variável como em holandês ik, exemplo barich pronunciado como em inglês ick, ou como em inglês itch, como em pitch
- ⟨gh⟩ – um som gutural igual ao ⟨gh⟩ em lough ([ɣ] ou [x])

Vogais:
- ⟨eou⟩ (ɛu)
- ⟨oo⟩ (o como na begun) ([uː])
- ⟨ee⟩ (e como em bee) ([iː])
- ⟨aa⟩ (como em man, mas mais longo) ([aː])
- ⟨a⟩ está em "cat" ([a])
- ⟨á⟩ como em "fatheri" ([ɑ])
- ⟨e⟩ como em "let" ([ɛ])
- ⟨é⟩ como em "can" ([e])
- ⟨i⟩ como em "bit" ([ɪ])
- ⟨í⟩ (ee) como em "abelha" ([i])
- ⟨o⟩ como em "spot" ([ɔ])
- ⟨ó⟩ como em "boat" (cot–coat fusão) ([o])
- ⟨u⟩ como em "bota", mas mais curto ([u])
- ⟨ú⟩ como em "begun" ([u])
- ⟨y⟩ como uma mistura entre o i em spin e o ee em "bee' (possivelmente [ʏ])
- ⟨ý⟩ um som oiy não há em inglês ([ɑi])
- ⟨e⟩ no final de uma palavra é pronunciado, mas apenas curto (exemplos: ross-laar-e (rosslaaré), moidh-e (mýdhe))

## Gramática

### Pronomes
Os pronomes Yola eram semelhantes aos pronomes do inglês médio.
- ich
- ich, wough, ouse, hea, shoo, thye, aam; oor, yer (= teu, mas - singular ou plural?), aar (= there/their); meezil, theezil, himzil estão no glossário
- mee (possessivo), thee (pessoal e possessivo), ouse, oor & oore & our (possessive), he, shoo, it (objeto), hi, aar (possessivo), theezil (reflexivo), aamzil (reflexivo) ocorrem em A Yola Zong - mee (possessivo), wough, ye (pl. nom.), nosso (possessivo), hea, his (possessivo), aar (possessivo) em The Wedden o Ballymore", "ich, her" em "The Bride's Portion", "ich, mee (pessoal e possessivo), ye (pl. nom.), hea & he, his (possessivo), thye , aar (possessivo) em As Lamentações de Casteale Cudde, hea, ele, seu (possessivo), shoo, aam, aar (possessivo) em uma música recitada por Tobias Butler, wee, oure (possessivo), ye (pl. para sg. obj.), yer (possessivo, pl. para sg.), ourzels (reflexivo), yersel (reflexivo, pl. para sg.) in  To's Excellencia Constantine Harrie Phipps'.

|            | 1ª pessoa | 1ª pessoa            | 2ª pessoa                                            | 2ª pessoa | 2ª pessoa | 3ª pessoa | 3ª pessoa | 3ª pessoa | 3ª pessoa |
| singular   | plural    | singular             | plural usada pra singular: singulas polido ou formal | plural    | singular  | singular  | singular  | plural    |           |
| ---------- | --------- | -------------------- | ---------------------------------------------------- | --------- | --------- | --------- | --------- | --------- | --------- |
| nom.       | ich       | wough, wee           | thou                                                 | ye        | ye        | hea, he   | shoo      | *it       | thye; hi  |
| obj.       | mee       | ouse                 | thee                                                 | ye        | *ye       | him       | her       | it        | aam       |
| possessivo | mee       | oore, oor, oure, our | thee                                                 | yer       | *yer      | his       |           |           | aar       |
| reflexivo  | meezil    | ourzels              | theezil                                              | yerzel    |           | himzil    | *herzil   |           | aamzil    |

### Artigos
O artigo definido era inicialmente a ou ee, que foi posteriormente substituído por the

### Verbo
Os verbos Yola tinham algumas características conservadoras. As terminações de plural de segunda e terceira pessoa eram às vezes -eth como no inglês chauceriano. O particípio passado manteve o prefixo "y" do inglês médio como "ee".

### Substantivos
Alguns substantivos mantiveram o plural -en de ME crianças, como been 'abelhas' e tren 'árvores'.

### Interrogativos
| Inglês | Yola    | Escocês                               | Frísio Oeste | Alemão Baixo   | Neerlandês | Alemão Padrão | Gótico  |
| ------ | ------- | ------------------------------------- | ------------ | -------------- | ---------- | ------------- | ------- |
| who    | fho     | wha fa (Dialeto Escocês Dórico)       | wa           | wer/wel/wokeen | wie        | wer           | ƕas     |
| what   | fade    | whit fit (Dialeto Escocês Dórico)     | wat          | wat            | wat        | was           | ƕat     |
| when   | fan     | whan fan (Dialeto Escocês Dórico)     | wanneer      | wanneer        | wann       | ƕan           |         |
| where  | fidi    | whaur faur (Dialeto Escocês Dórico)   | wêr          | wo/woneem      | waar       | wo            | ƕar     |
| why    | farthoo | why fit wye ((Dialeto Escocês Dórico) | wêrom        | worüm          | waarom     | warum         |         |
| which  | wich    | whilk                                 | hokker       | welk           | welk       | welche        | ƕileiks |
| how    | fowe    | hou foo(Dialeto Escocês Dórico)       | hoe          | wo/woans       | hoe        | wie           | ƕai     |

### Preposições
| Inglês                 | Yola             | Escocês           | Saxão        | Neerlandês                      | Alemão               |                |
| ---------------------- | ---------------- | ----------------- | ------------ | ------------------------------- | -------------------- | -------------- |
| about                  | abut             | aboot             | om/rûn       | üm/rund                         | om/rond              | um/rund        |
| above                  | aboo             | abuin             | boppe        | baven                           | boven                | über           |
| against                | ayenst           | agin              | tsjin        | gegen                           | tegen                | gegen          |
| among                  | amang            | amang             | ûnder/tusken | mang/twüschen                   | onder/tussen         | unter/zwischen |
| around                 | arent            | aroond            | om           | üm                              | om/rond              | um             |
| at/by                  | adh/bee          | at/by             | by           | bi                              | om/bij               | bei            |
| before                 | avar             | afore             | foar         | vöör                            | voor                 | vor            |
| below/beneath/under    | aloghe           | ablo/aneath/unner | ûnder        | (to)neddern/nedder, ünnen/ünner | beneden/onder        | unten/unter    |
| beside/next to         | besithe/neeshte  | aside/neist       | nêst/njonken | blangen/neven                   | bezijden/naast/neven | neben          |
| between/betwixt/'twixt | betweesk/beteesh | atween/atweesh    | (be)tusken   | twüschen                        | tussen               | zwischen       |
| for                    | vor              | for               | foar         | för                             | voor                 | für            |
| from                   | vrom/vrem/vreem  | frae              | fan          | van, von, vun                   | van                  | von            |
| in                     | i/ing            | in                | yn           | in                              | in                   | in             |
| out                    | ut/udh           | oot               | út           | ut, uut                         | uit                  | aus            |
| over                   | ower/oer         | ower              | oer          | över                            | over                 | über           |
| through                | trugh            | throch            | troch        | dörch, dör, döör                | door                 | durch          |
| upon                   | apan/pa          | upon/upo'         | op           | up, op                          | op                   | auf            |
| with                   | wee              | wi                | mei          | mit                             | met                  | mit            |

### Pronomes e determinantes
| Inglês        | Forth and Bargy              | Essocês         | Frísio       | Saxão Baixo             | Neerlandês          | Alemão                 |
| ------------- | ---------------------------- | --------------- | ------------ | ----------------------- | ------------------- | ---------------------- |
| all           | aul                          | aw              | al           | all                     | al                  | alle                   |
| any           | aany/aught                   | ony             | elts         | enig                    | enig, eender        | einige                 |
| each, every   | earchee, earch/erich/everich | ilk, ilka/ivery | eltse        | elk, jeed/jeedeen       | elk, ieder          | jeder                  |
| few           | vew                          | few/a wheen     | min          | wenig                   | weinig              | wenig                  |
| neither       | nother                       | naither         | noch         | noch                    | noch                | weder                  |
| none, nothing | noucht, nodhing              | nane, nocht     | nimmen, neat | nüms, nix               | niemand, niets/niks | kein(e), nichts        |
| other         | ooree/oree                   | ither           | oar          | anner                   | ander, andere       | andere                 |
| some          | zim                          | some            | guon         | welke                   | sommige             | einige                 |
| this, that    | dhicke, dhicka               | this, that      | dizze, dat   | disse, dit, düsse, düt; | dit, deze, dat      | dieser, diese, dieses; |

### Outras
| Inglês   | Forth and Bargy | Escocês      | Frísio    | Saxão Baixo         | Neerlandês                     | Alemão                           | Irlandês                                           |
| -------- | --------------- | ------------ | --------- | ------------------- | ------------------------------ | -------------------------------- | -------------------------------------------------- |
| Wexford  | Weisforthe      | Wexford      | "Wexford" | "Wexford"           | "Wexford" (lit. "West-voorde") | "Wexford" (lit. "Westfurt")      | Loch Garman                                        |
| sun      | zin             | sun          | sinne     | Sünn                | zon                            | Sonne [zɔnə]                     | grian                                              |
| land     | loan, lhoan     | laund        | lân       | Land                | land                           | Land                             | talamh, tír                                        |
| day      | dei, die        | day          | dei       | Dag                 | dag                            | Tag                              | lá                                                 |
| yourself | theezil         | yersel       | dysels    | du sülvst/sülven    | jezelf                         | du selbst [du zɛlpst], du selber | tú féin                                            |
| friend   | vriene          | fere         | freon     | Fründ               | vriend                         | Freund                           | cara                                               |
| the      | a, ee           | the          | de, it    | de, den, dat        | de, het                        | der, die, das, des, dem, den     | an, na                                             |
| thing    | dhing           | hing         | ting      | Ding                | ding                           | Ding                             | rud, ní                                            |
| go       | goe             | gae/gang/gan | gean      | gaan                | gaan                           | gehen                            | dul (go), imeacht (vá embora), gabháil (vá embora) |
| fear     | vear/egast      | fear         | frees     | Forcht, Bang, Angst | vrees, angst                   | Furcht, Angst                    | eagla                                              |
| old      | yola, yole      | auld         | âld       | oold, oll-          | oud                            | alt                              | sean, seanda, aosta                                |

### Numeração
|     | Yola                          | Dial. Dorset | Inglês  | Frísio    | Alemão  | Neerlandês |
| --- | ----------------------------- | ------------ | ------- | --------- | ------- | ---------- |
| 1   | oan                           | one          | one     | ien       | eins    | een        |
| 2   | twy, tywe, twee, twine, twyne | two          | two     | twa       | zwei    | twee       |
| 3   | dhree                         | dree         | three   | trije     | drei    | drie       |
| 4   | vour, voure                   | vower        | four    | fjouwer   | vier    | vier       |
| 5   | veeve                         | vive         | five    | fiif      | fünf    | vijf       |
| 6   | zeese                         | zix          | six     | seis      | sechs   | zes        |
| 7   | zeven                         | zeven        | seven   | sân       | sieben  | zeven      |
| 8   | ayght                         | aïght        | eight   | acht      | acht    | acht       |
| 9   | neen                          | nine         | nine    | njoggen   | neun    | negen      |
| 10  | dhen                          | ten          | ten     | tsien     | zehn    | tien       |
| 20  | dwanty                        |              | twenty  | tweintich | zwanzig | twintig    |
| 30  | dhirtee                       |              | thirty  | tritich   | dreißig | dertig     |
| 100 | hunderth, hundreth, hindreth  |              | hundred | hûndert   | hundert | honderd    |

## Inglês moderno de South Wexford

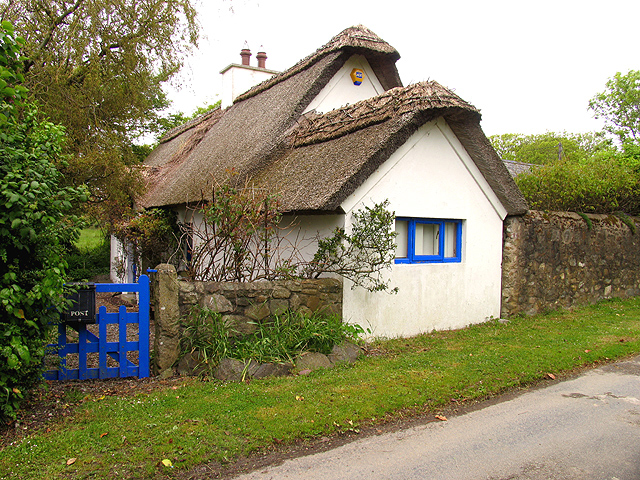
Traditional casa de palha perto de Bannow Bay em Bargy

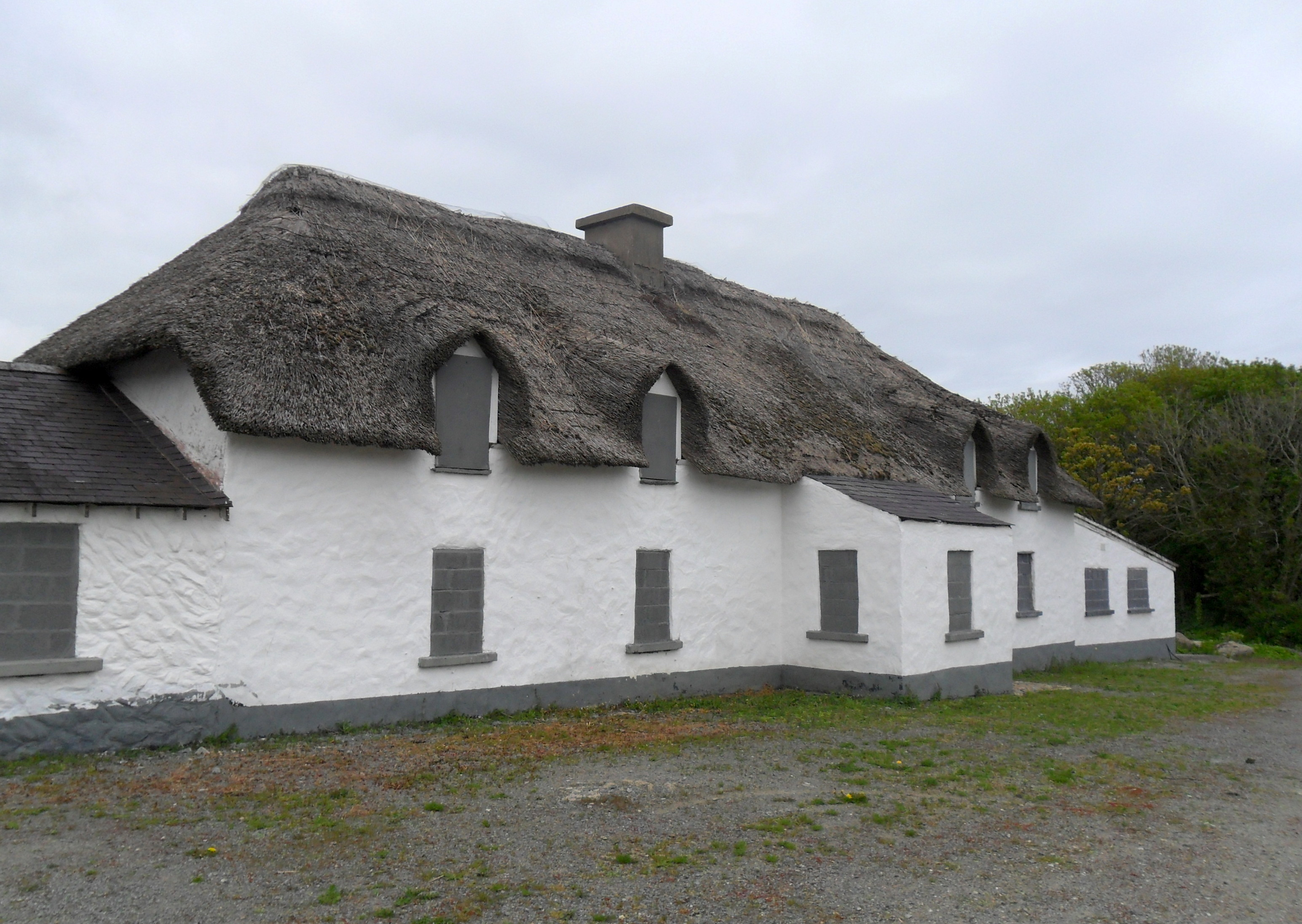
Fazenda Yola reformada em Tagoat, Condado de Wexford

Diarmaid Ó Muirithe viajou para South Wexford em 1978 para estudar o inglês falado lá. Seus informantes tinham idades entre 40 e 90 anos. Entre a longa lista de palavras ainda conhecidas ou em uso na época estão as seguintes:
- Amain: 'going on amain' = indo bem
- Bolsker: uma pessoa hostil
- Chy: um pouco
- Drazed: esfarrapado
- Fash: confusão, de repente
- Keek: espiar
- Saak: tomar sol, relaxar em frente ao fogo
- Quare: muito, extremamente
- Wor: algas marinhas

Amain é uma palavra normanda que significa 'de fácil uso'==Amostra de textos==
Ee Loard's Pryre (Pai Nosso)
Oore Vather fho ba ing Heaaven,
maade holly ba yer naame.
Yer Kingedom huck,
Yer woull ba doone,
an ee erth az 'tis ing Heaaven.
Gues dhicke dei, oore daaily breed,
an vorgee ouse oore treshpasses,
az wough vorgee foulk fho treshpass ayenst ouse.
An do no feigh ouse ta ee deem av mizluck,
mot brocke ouse vrem ee neckarès av villentie.
Vor yer is ee kingedom,
an ee poustee, an ken,
vor eyver an eyver.
Amain.

### Uma canção Yola
O seguinte é uma música em Yola com uma tradução aproximada para o inglês.
A Yola Zong.
Fade teil thee zo lournagh, co Joane, zo knaggee?
Th' weithest all curcagh, wafur, an cornee.
Lidge w'ouse an a milagh, tis gaay an louthee:
Huck nigher; y'art scuddeen; fartoo zo hachee?
Well, gosp, c'hull be zeid; mot thee fartoo, an fade;
Ha deight ouse var gabble, tell ee zin go t'glade.
Ch'am a stouk, an a donel; wou'll leigh out ee dey.
Th' valler w'speen here, th' lass ee chourch-hey.
Yerstey w'had a baree, gist ing oor hoane,
Aar gentrize ware bibbern, aamzil cou no stoane.
Yith Muzleare had ba hole, t'was mee Tommeen,
At by mizluck was ee-pit t'drive in.
Joud an moud vrem earchee ete was ee Lough.
Zitch vaperreen, an shimmereen, fan ee-daf ee aar scoth!
Zitch blakeen, an blayeen, fan ee ball was ee-drowe!
Chote well aar aim was t'yie ouz n'eer a blowe.
Mot w'all aar boust, hi soon was ee-teight
At aar errone was var ameing 'ar 'ngish ee-height.
Zitch vezzeen, tarvizzeen, 'tell than w'ne'er zey.
Nore zichel ne'er well, nowe, nore ne'er mey.
Hã mais nove versos
Uma antiga canção.
O que te aflige tão melancólico, disse John, tão zangado?
Você parece todo mal-humorado, inquieto e irritado.
Deite-se conosco no trevo, é justo e protegido:
Aproxime-se; você está esfregando suas costas; por que tão mal-humorado?
Bem, fofoca, deve ser dito; você pergunta o que me aflige e para quê;
Você nos colocou em conversa, até o sol se pôr.
Eu sou um tolo e um burro; vamos ficar ociosos o dia.
Quanto mais gastamos aqui, menos no adro.
Ontem tínhamos um gol, só na mão.
A nobreza deles estava tremendo, eles mesmos não conseguiam ficar de pé.
Se Good-for-little foi enterrado, foi o meu Tommy,
Quem por azar foi colocado para entrar.
Multidões e multidões de cada bairro estavam no Lough;
Que vapor, e cintilante, quando despidos em suas camisas!
Que berros e gritos quando a bola foi lançada!
Vi que o objetivo deles era nunca nos dar um golpe.
Mas com toda a sua bravura, eles logo foram ensinados
Que sua missão visava trazer angústia sobre eles.
Tal condução, lutando, até então nunca vimos.
Nem tal nunca irá, não, nem nunca poderá.

### Mensagem ao Lorde Tenente em 1836
Discurso de congratulações no dialeto de Forth e Bargy, apresentado ao Constantine Phipps, 1st Marss of Normanby (Earl of Mulgrave), [Lord Lieutenant of Ireland, em sua visita a Wexford em 1836. Extraído do ' Jornal 'Wexford Independent de 15 de fevereiro de 1860. O editor do jornal, Edmund Hore, escreveu:

O fato mais notável, na realidade, em relação à mensagem é isto: Com toda a probabilidade, foi a primeira vez que ouvidos régios ou vice-régios foram obrigados a ouvir palavras de tal dialeto; e é ainda mais provável que um evento semelhante nunca aconteça novamente; pois se o uso dessa velha língua morrer tão rápido nos próximos vinte e cinco anos quanto no mesmo período passado, ela será totalmente extinta e esquecida antes que o presente século tenha terminado.
Para que uma pessoa não familiarizada com a pronúncia do dialeto forme algo parecido com uma ideia dele, primeiro é necessário falar devagar e lembrar que a letra a tem invariavelmente o mesmo som, como a em ' pai.' Duplo ee soa como e em 'me', e na maioria das palavras de duas sílabas o acento longo é colocado na última. Seguir a pronúncia do inglês priva completamente o dialeto de suas peculiaridades.
Para Excelência Constantine Harrie Phipps, e Earle Mulgrave, Lorde Tenente-General e Governador Geral da Irlanda. Ye soumissive Spakeen o'ouz Dwelleres o' Baronie Forthe, Weisforthe.
MAI'T BE PLEASANT TO TH' ECCELLENCIE, – Wee, Vassalès o' 'His Most Gracious Majesty', Wilyame ee Vourthe, an, az wee verilie chote, na coshe an loyale dwellerès na Baronie Forthe, crave na dicke luckie acte t'uck neicher th' Eccellencie, an na plaine garbe o' oure yola talke, wi vengem o' core t’gie oure zense o' y gradès whilke be ee-dighte wi yer name; and whilke we canna zei, albeit o' 'Governere,' 'Statesman,' an alike. Yn ercha an aul o' while yt beeth wi gleezom o' core th' oure eyen dwytheth apan ye Vigere o'dicke Zouvereine, Wilyame ee Vourthe, unnere fose fatherlie zwae oure daiez be ee-spant, az avare ye trad dicke londe yer name waz ee-kent var ee vriene o' livertie, an He fo brake ye neckarès o' zlaves. Mang ourzels – var wee dwytheth an Irelonde az ure generale haime – y'ast, bie ractzom o'honde, ee-delt t’ouz ye laas ee-mate var ercha vassale, ne'er dwythen na dicke waie nar dicka. Wee dwyth ye ane fose dais be gien var ee gudevare o'ye londe ye zwae, – t'avance pace an livertie, an, wi'oute vlynch, ee garde o' generale reights an poplare vartue. Ye pace – yea, we mai zei, ye vaste pace whilke bee ee-stent owr ye londe zince th'ast ee-cam, proo'th, y'at wee alane needeth ye giftes o’generale rights, az be displayte bie ee factes o'thie goveremente. Ye state na dicke daie o'ye londe, na whilke be nar fash nar moile, albiet 'constitutional agitation,' ye wake o'hopes ee-blighte, stampe na yer zwae be rare an lightzom. Yer name var zetch avancet avare ye, e’en a dicke var hye, arent whilke ye brine o'zea an ye craggès o'noghanes cazed nae balke. Na oure gladès ana whilke we dellt wi' mattoke, an zing t'oure caulès wi plou, wee hert ee zough o'ye colure o' pace na name o' Mulgrave. Wi Irishmen owre generale hopes be ee-bond – az Irishmen, an az dwellerès na cosh an loyale o' Baronie Forthe, w’oul daie an ercha daie, our meines an oure gurles, praie var long an happie zins, shorne o'lournagh an ee-vilt wi benisons, an yerzel an oure gude Zovereine, till ee zin o'oure daies be var aye be ee-go t'glade.
Tradução
Para Sua Excelência, Constantine Henry Phipps, Conde de Mulgrave, Lorde Tenente-General e Governador Geral da Irlanda. O humilde endereço dos habitantes do Baronato de Forth, Wexford.
Majestade, Guilherme IV. no vestido simples de nosso antigo dialeto para derramar da força (ou plenitude) de nossos corações, nosso senso (ou admiração) das qualidades que caracterizam seu nome, e para as quais não temos palavras além de 'Governador' ' Estadista', etc. Em toda e qualquer condição, é com alegria de coração que nossos olhos pousam no representante daquele Soberano, Guilherme IV, sob cujo governo paternal nossos dias são passados; pois antes que seu pé pisasse no solo, seu nome era conhecido por nós como o "amigo da liberdade" e "aquele que quebrou os grilhões do escravo". A nós mesmos – pois vemos a Irlanda como nosso país comum – vocês ministraram com mão imparcial as leis feitas para todos os assuntos, sem levar em conta este ou aquele partido. Contemplamos em você aquele cujos dias são dedicados ao bem-estar da terra que você governa, para promover a paz e a liberdade – o guardião intransigente do direito comum e da virtude pública. A paz – sim, podemos dizer a paz profunda – que se estende sobre a terra desde a sua chegada, prova que só nós precisávamos do gozo dos privilégios comuns, como demonstram os resultados do seu governo. A condição, neste dia, do país, em que não há tumulto nem desordem, mas aquela agitação constitucional, fruto de esperanças frustradas, confirma que seu governo é raro e esclarecido. Sua fama por tais veio antes de você mesmo neste local retirado, ao qual nem as águas do mar abaixo nem as montanhas acima causavam qualquer impedimento. Em nossos vales, onde cavamos com a pá, ou assobiando para nossos cavalos no arado, ouvíamos o som distante das asas da pomba da paz, na palavra Mulgrave. Com os irlandeses, nossas esperanças comuns estão inseparavelmente ligadas - como irlandeses e como habitantes fiéis e leais do Barony Forth, vamos diariamente e todos os dias, nossas esposas e nossos filhos, implorar dias longos e felizes, livres de melancolia e cheios de bênçãos, para você e nosso bom Soberano, até que o sol de nossas vidas desça no vale escuro (da morte).

### "The maiden of Rosslare"
Este é um poema Yola de um documento original contendo acentos para ajudar na pronúncia:
Ee mýdhe ov Rosslaarè
'Cham góeen to tell thee óa taale at is drúe
Aar is ing Rosslaarè óa mýdhe geoudè an drúe
Shoo wearth ing her haté óa ribbonè at is blúe
An shoo goeth to ee faaythè earchee deie too
Ich meezil bee ing ee faaythè éarchee deie zoo
At ich zee dhicka mýdhe fhó is geoudè an drúe
An ich bee to ishólthè ee mýdhe, ee mýdhe at is drúe
An fhó coome to ee faaythè wi' ribbonè blue
'Chull meezil góe to Rosslaaré earche deie too
to zie thaar ee mydhe wee her ribbonè blúe
An 'chull her estólté vor her ribbonè blúe
ee mýdhe at is lyghtzóm, an well wytheen an drúe
Ich loove ee mýdhe wee ee ribbonè blúe
At coome to ee faaythè éarchee arichè too
Fan 'cham ing ee faaythè éarchee arichè too
To estóthè mýdhe wee ee ribbons blúe
|
The maiden of Rosslare
Eu vou te contar uma história que é verdade
há em Rosslare uma empregada boa e verdadeira
ela usa em seu chapéu uma fita que é azul
e ela vai para o faythe todos os dias também
Eu mesmo estou no faythe todos os dias, então
que eu vejo essa empregada que é boa e verdadeira
e eu vou ao encontro da empregada, a empregada que é verdade
e quem vem ao faythe com fitas azuis
Eu mesmo irei a Rosslare todos os dias também
ver ali a empregada com suas fitas azuis
E eu vou conhecê-la por suas fitas azuis
a empregada que é iluminada e bonita e verdadeira
Eu amo a empregada com as fitas azuis
que vem para o faythe todas as manhãs também
quando estou no faythe todas as manhãs também
para conhecer a empregada com as fitas azuis

## Ligações exetrnas
- Yola Wikisource on Multilingual Wikisource
- “Gabble Ing Yola” A Yola revival resource center
- A Glossary, With some Pieces of Verse, of the old Dialect of the English Colony in the Baronies of Forth and Bargy, County of Wexford, Ireland. Formerly collected By Jacob Poole, of Growtown, Taghmon, County of Wexford: And now edited, with some Introductory Observations, Additions from various sources, and Notes, By William Barnes, B. D. Author of a Grammar of the Dorsetshire Dialect. London, 1867: Internet Archive, Google Books
- from RTÉ:
  - Songs sung in the Yola language on RTE, i.e. archives (under Kilmore Christmas carols)
  - Yola - Lost for Words - an RTE documentary by Shane Dunphy
  - A People Apart In Wexford 1969 - an RTE television documentary
- Jacob Poole of Growtown — And the Yola Dialect
- Yola em Sites Google
- Yola em Sies Google 1
- Yola em Omniglot.com
- Yola em Wexfordhub
- Yola em TheNormanWay
- Yola no Wikisource